# Francisco Unternahrer
Francisco Roberto Unternahrer (Lucerna, 25 de mayo de 1936) es un inmigrante suizo, escritor, historiador y pionero de la ciudad de Puerto Piray, en Argentina.

## Primeros Años
Francisco Roberto Unternahrer fue el tercero de 4 hijos del matrimonio de Sigfrido Unternährer y Ana Sidler. Nació el 25 de mayo de 1936 en la ciudad de Lucerna, Suiza. Su padre emigró a la Argentina en el año 1936 y se radicó en cercanías de lo que es hoy la ciudad de Oberá, en la provincia de Misiones.  
En 1937 y con tan sólo 1 año, Francisco junto a su madre y sus dos hermanos - Kurt y Jorge - emigraron también a la Argentina partiendo desde el Puerto de Róterdam, en los Países Bajos.
Hijo de padres agricultores, su niñez transcurrió en la zona de Guayabera Las Treinta, situada en el Municipio de Oberá, en los límites con Colonia Alberdi y General Alvear. Cursó sus estudios primarios hasta sexto grado en las Escuelas N°357, Nº173 y N°137.

## Juventud

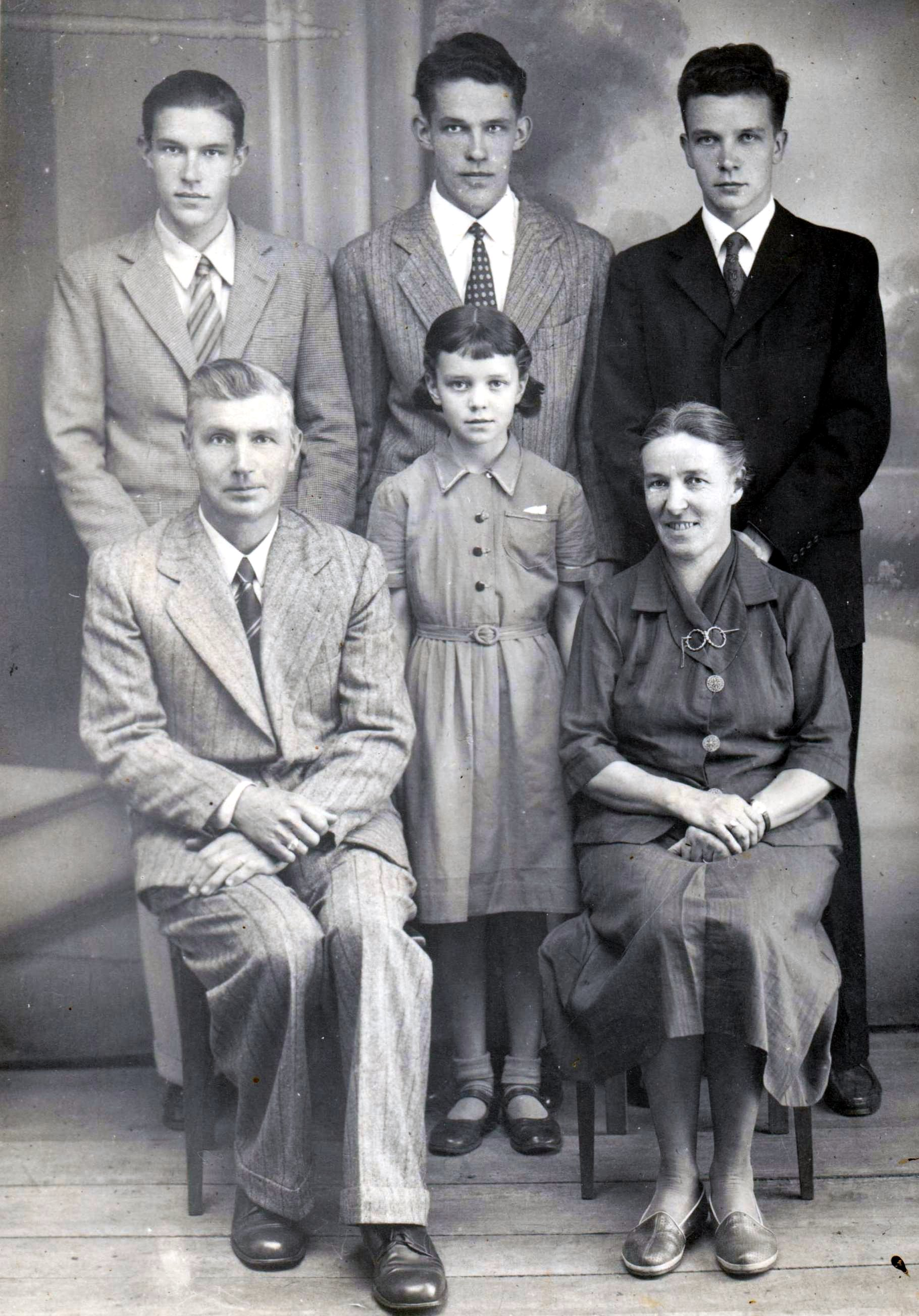
La familia Unternahrer en Oberá.

Entre 1953 y 1956, trabajó en la Cooperativa Agrícola de Oberá (CALO), donde se desempeñó al frente del mostrador y en la oficina.
En 1956, ingresó a trabajar en un obraje de la zona de Dos de Mayo. Tras esa experiencia, consiguió empleo en la ITA de Campo Viera, que por entonces era el mayor secadero de té del mundo, propiedad de Francisco Kühnlein.
Pasado un año y medio de tareas, se enteró de que en Puerto Piray existía una fábrica de pasta celulósica. En abril de 1960 ingresó a trabajar en Celulosa Argentina y mantuvo su empleo hasta 1999, año en el que se jubiló. 
En 1960 contrajo matrimonio con la joven Telma Eva González, oriunda de la localidad de Candelaria. El matrimonio tuvo 4 hijos: Iris (†), Ulises Sigfrido (†), María del Carmen e Ingrid Marisol.

## Historiador
Francisco siempre fue un aficionado a la historia. Se encargó de investigar y recopilar información durante 30 años sobre la localidad de Puerto Piray y en 2014 presentó su primer libro: "Historia de Puerto Piray". El mismo fue presentado durante el acto oficial por el aniversario del pueblo y de su fiesta patronal, San Francisco de Asís.
El libro también fue presentado en el primer Congreso de Puertos Argentinos, realizado en la ciudad de Buenos Aires.
En 2016, salió a la venta la segunda edición del mismo.
En 2002, fue homenajeado por la subsecretaría de Cultura de la Provincia de Misiones, junto a otros escritores misioneros, durante el "Ciclo de Literatura, Arte y Cultura".